# Schloss Favorite (Ludwigsburg)

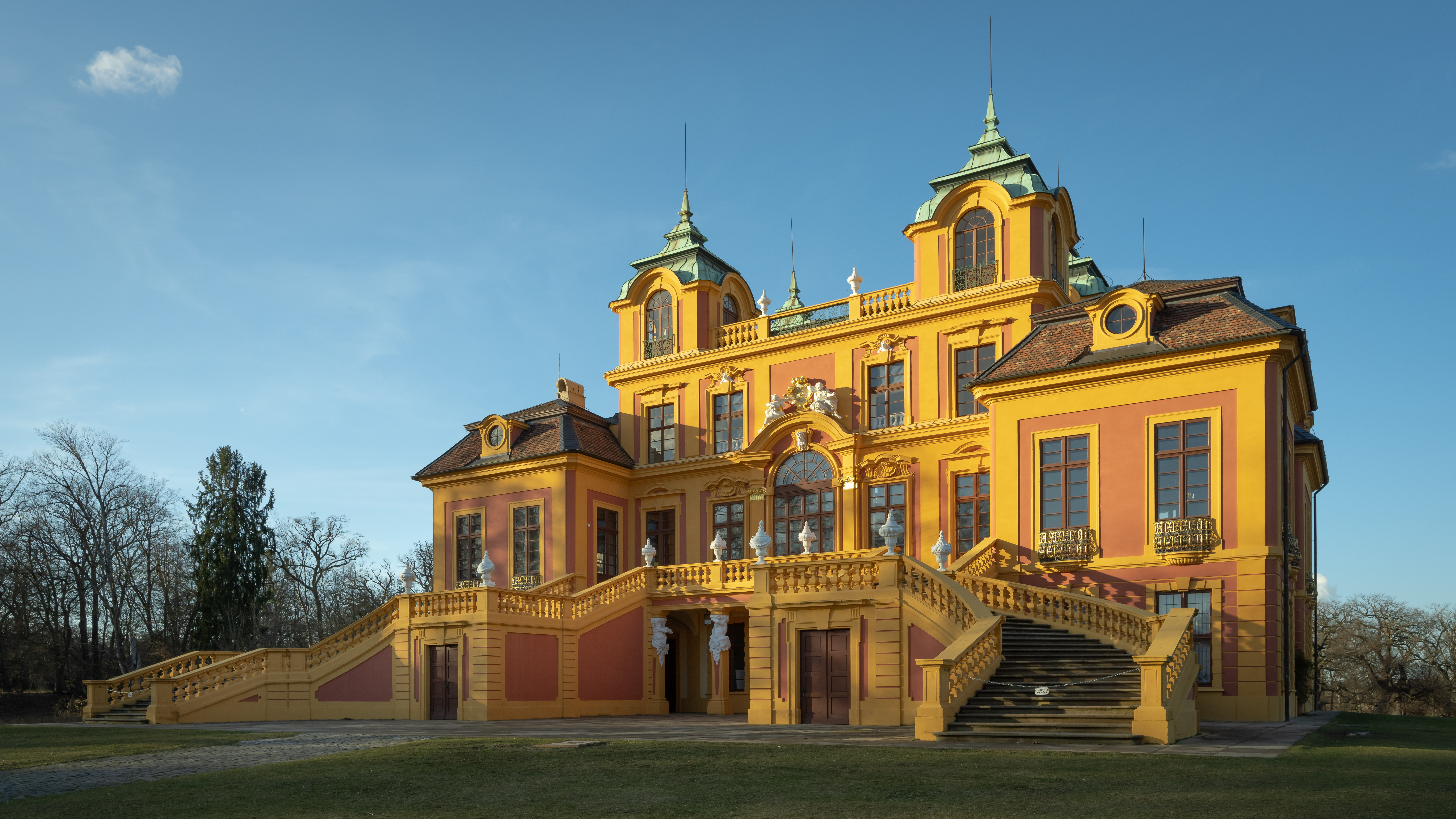
Schloss Favorite, Vorderseite

Schloss Favorite (von französisch favorite ‚Liebling, Favorit‘) ist ein Baudenkmal im Norden von Ludwigsburg. Durch eine Allee ist das ehemalige Jagdschloss der württembergischen Herzöge und Könige mit dem Schloss Monrepos verbunden. Mit dem Residenzschloss Ludwigsburg im Süden bildet es ein Bauensemble.

## Baugeschichte

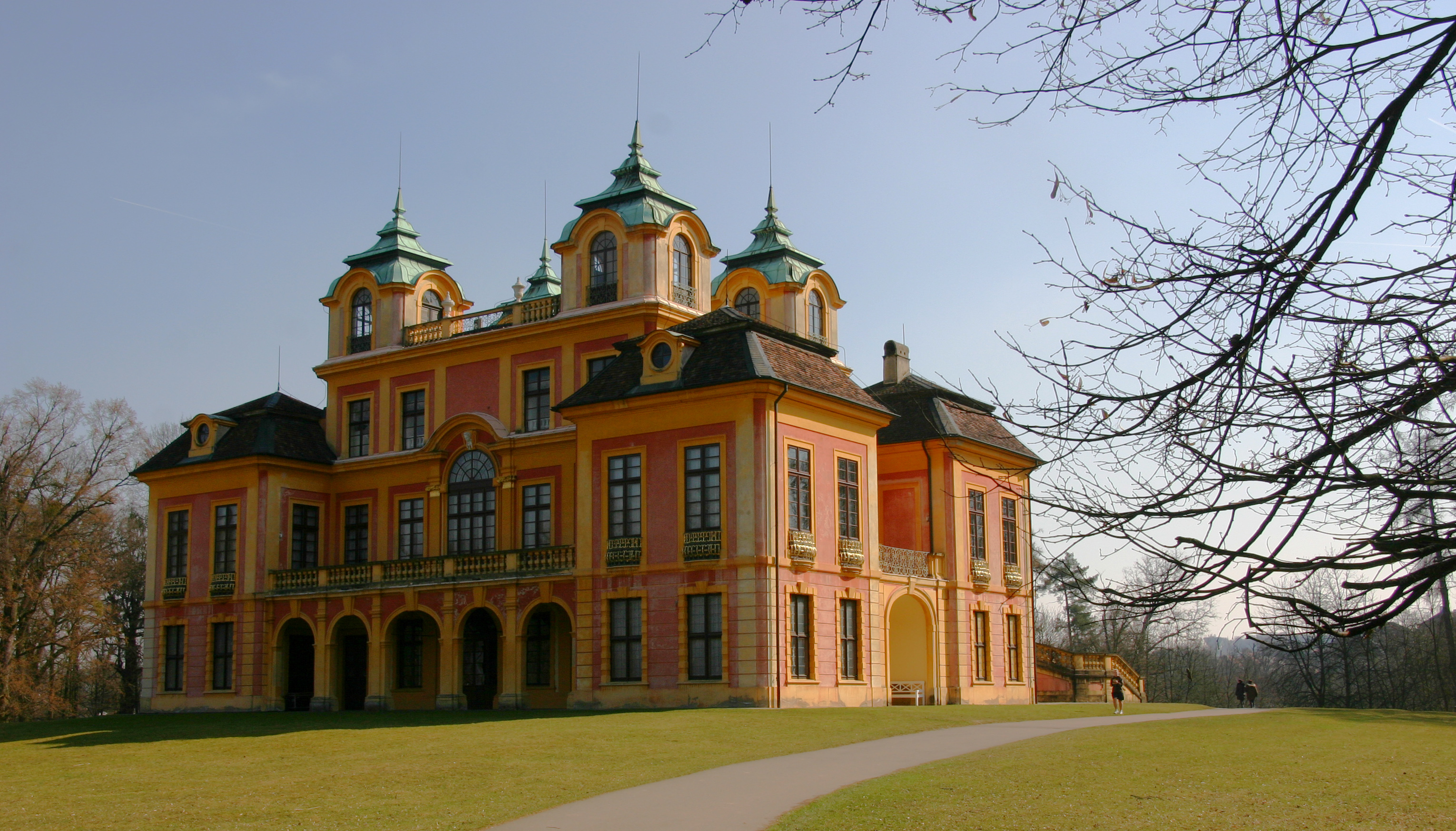
Schloss Favorite, Rückseite

Schloss Favorite wurde in den Jahren 1717–1723 von Herzog Eberhard Ludwig nach den Entwürfen des Hofbaumeisters Donato Giuseppe Frisoni im Barockstil erbaut. Eberhard Ludwig war auch der Bauherr des Residenzschlosses und der Residenzstadt Ludwigsburg. Favorite wurde bereits während der Planung als reines Jagdschloss und sommerliche Villa mit schönem Ausblick auf das Residenzschloss Ludwigsburg konzipiert. Es liegt auf einer Anhöhe im Favoritepark in direkter Achse nördlich des Residenzschlosses, mit dem es ein Bauensemble bildet.
Im Jahr 1748 diente das Schloss als Kulisse für ein prächtiges Feuerwerk bei der Hochzeit Herzog Carl Eugens mit Elisabeth Friederike Sophie von Brandenburg-Bayreuth. Ab 1806 ließ König Friedrich I. den Schlosspark Favorite in einen Tiergarten mit Wild, Gämsen und Hirschen verwandeln. Architekt Nikolaus Friedrich von Thouret, der auch die Beletage im Neuen Corps des Logis des Residenzschlosses Ludwigsburg umgestaltete, renovierte das Innere des Schlosses Favorite im klassizistischen Stil. 

## Nutzungsgeschichte

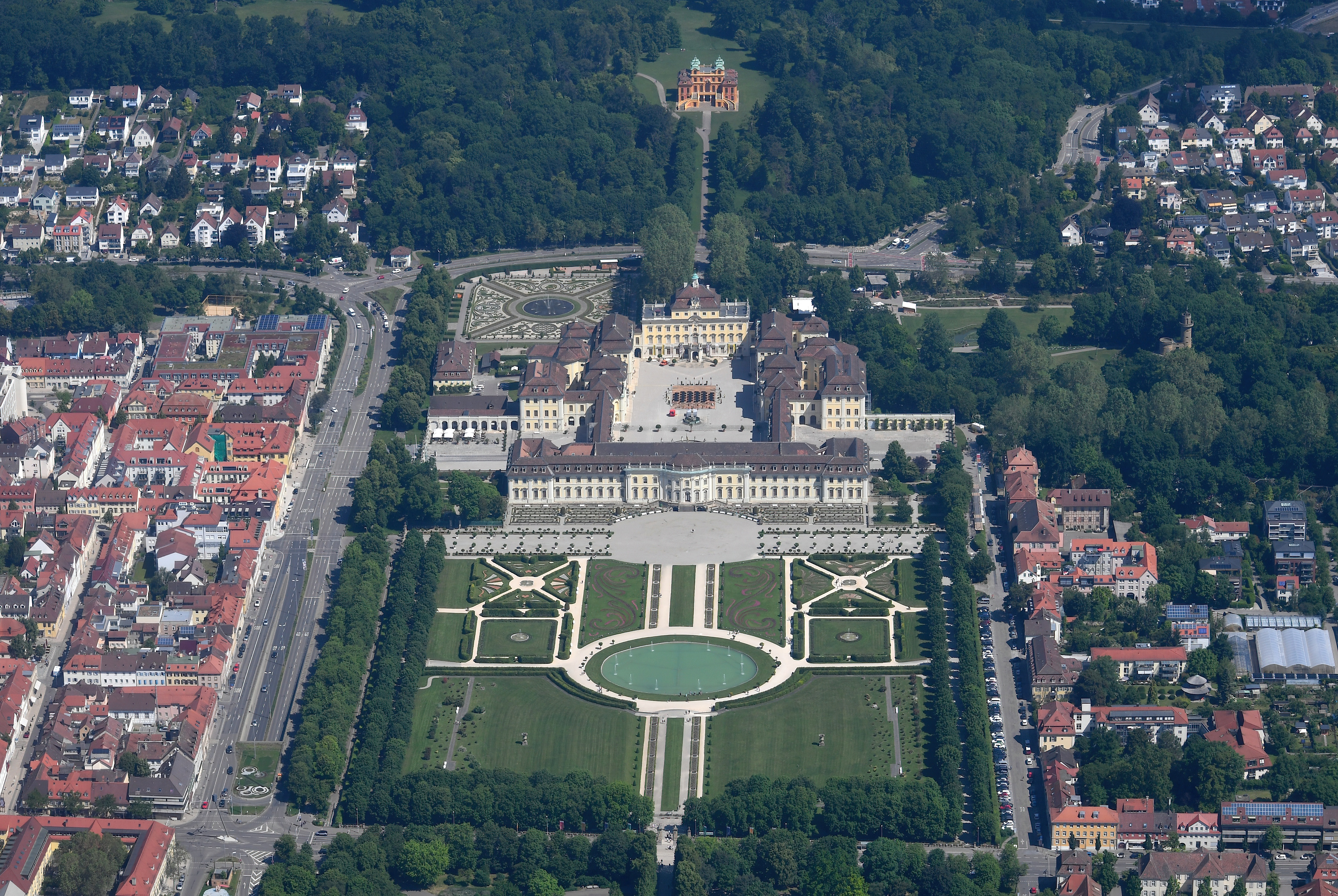
Schloss Favorite, Luftbild (oben)

Während der Monarchie diente Schloss Favorite als Jagdschloss des württembergischen Herzöge und Könige. Im 20. Jahrhundert geriet es in Vergessenheit und verfiel, bis es ab etwa 1980 grundlegend restauriert und mit wertvollen Möbeln ausgestattet wurde. Seit 1983 ist das Schloss wieder für die Öffentlichkeit zugänglich. Es zählt zu den landeseigenen Monumenten und wird von der Einrichtung Staatliche Schlösser und Gärten Baden-Württemberg betreut.
Das Schloss wurde seit 1987 durch die Fernsehsendung Nachtcafé mit Wieland Backes des Südwestrundfunks (SWR) Stuttgart bundesweit bekannt. Die Talkshow wurde jeweils donnerstags aufgezeichnet und freitagabends im SWR ausgestrahlt. Mit der Übernahme der Moderation durch Michael Steinbrecher im Januar 2015 erfolgt die Aufzeichnung im SWR-Studio E-Werk in Baden-Baden.